# Spiegelliteratur
Als Spiegelliteratur, auch: Spiegel-Literatur, bezeichnet die germanistische Mediävistik  eine Textgruppe der mittelalterlichen Literatur mit dem Begriff „Spiegel“ (lat. speculum) in den einzelnen Werktiteln. In den Spiegeln, den specula, werden jeweils die unterschiedlichsten Lebensbereiche erfasst, wie zum Beispiel Recht, Regierungskunst, Moral, Religion und Weltwissen. Die Spiegelliteratur gehört zur Erbauungs- und Lehrdichtung; ihr Zweck ist, zu informieren und zu belehren.

## Inhalte und Formen

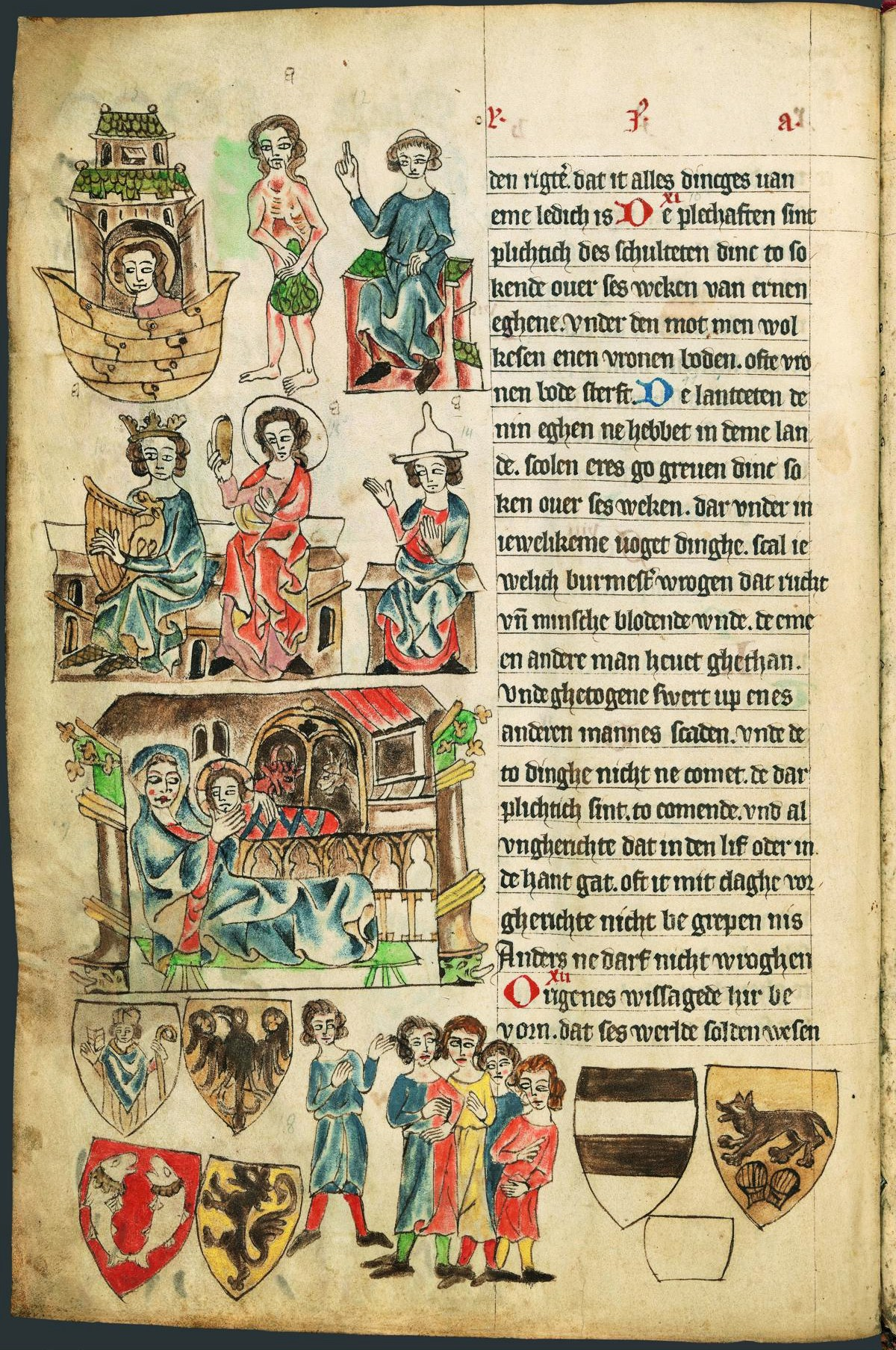
Aus dem Sachsenspiegel des Eike von Repgow: Landrecht und Lehnrecht; unten die Wappen adeliger Familien. Blatt der Oldenburger Bilderhandschrift, 1336. Landesbibliothek Oldenburg

Zur älteren Spiegelliteratur zählen die mittellateinischen Werke des Hochmittelalters, z. B. das Speculum regnum Gottfrieds von Viterbo (um 1185), das Päpste und Könige zeigt, das Speculum stultorum des Nigellus de Longchamp  (um 1180), ein Narrenspiegel, und das Speculum maius des Vinzenz von Beauvais (um 1250), die größte Enzyklopädie des Mittelalters.
Die ersten deutschsprachigen Spiegel waren vor allem Zusammenstellungen von Rechtsquellen, die die ältesten Prosatexte in der Volkssprache darstellen: der durch Eike von Repgow im ersten Drittel des 13. Jahrhunderts kompilierte mnd. Spegel aller Sassen (Sachsenspiegel), der ca. 1275 daraus entstandene oberdeutsche Spiegel aller deutschen Leute, Conrad Heydens Klagspiegel (1436) und Ulrich Tenglers Laienspiegel (1509). Die Benennung des schon im 13. Jahrhundert entstandenen Schwabenspiegel erfolgte erst nachträglich im 17. Jahrhundert. Diese Sammlungen von Recht werden Rechtsspiegel genannt.
Zur Spiegelliteratur zählen weiter auch Werke der deutschen und lateinischen Erbauungsliteratur, u. a. der Spiegel des Sünders und das Spiegelbuch (15. Jahrhundert), die Fürsten- und Heilsspiegel; außerdem Standeslehren wie Johannes Rothes Ritter-Spiegel (um 1410). Daneben gab es in der Spiegelliteratur auch medizinische Werke (Spygel der gesuntheit, Der frawn spiegel, beide 14. Jahrhundert) und Fabelsammlungen (Spygel der Wyßheit, 1520).
In Form und Aufbau waren die Spiegel, oft in gebundener Prosa verfasst, nicht beschränkt. Ihre Anlage, so eine Darstellung, sei vielmehr die eines literarischen „Panoramas“ mit „guckkastenartigen Einzelszenen ohne feste Komposition und Verbindung, die teils auf Harmonie, Analogie, teils auf Kontrast“ beruhe.  Der Jungfrauenspiegel, lat. Speculum virginum, aus dem 12. Jahrhundert weist zum Beispiel die Form des Dialogs auf. Seit dem 16. Jahrhundert sind in der Spiegelliteratur auch szenische Darstellungen zu finden, als eine erste Variation dieser Art gilt Erzherzog Ferdinands II. Speculum vitae humanae (1534).